# Manuel Trucco

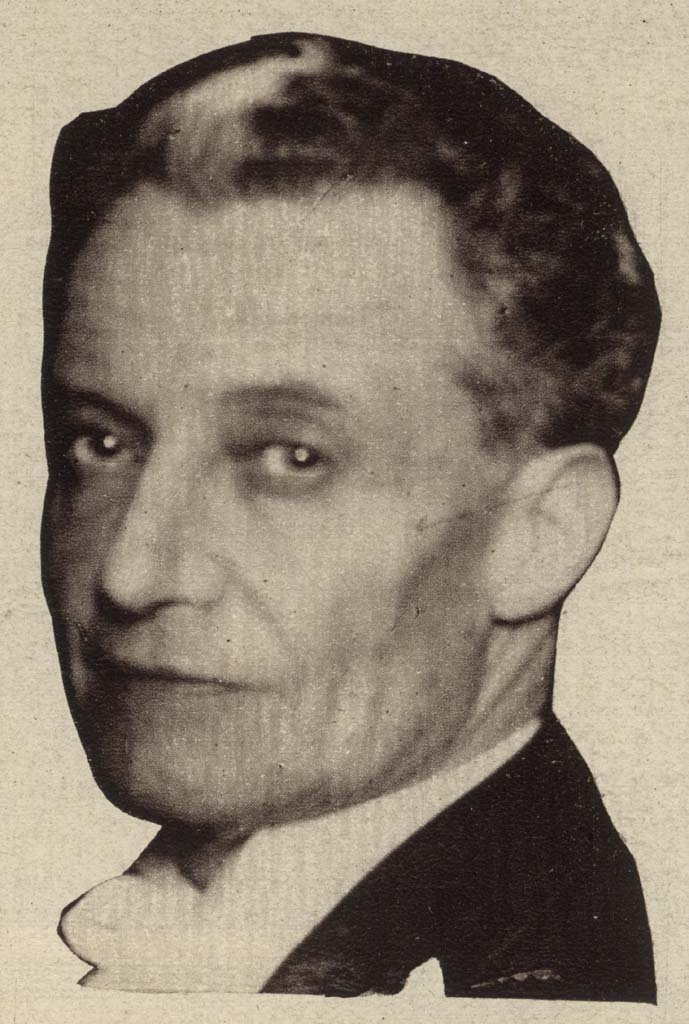
Manuel Trucco

Manuel Trucco Franzani (* 18. März 1875 in Cauquenes; † 25. Oktober 1954 in Santiago de Chile) war ein chilenischer Politiker. Vom 3. September bis zum 15. November 1931 amtierte er kommissarisch als Präsident seines Landes.
1918 hatte er den Posten des Generaldirektors der chilenischen Eisenbahn inne und setzte sich für die Elektrifizierung der Linien in Richtung Süden ein. Im Übergangskabinett von Juan Esteban Montero Rodríguez diente Trucco im Amt des Innenministers. Als Montero für die Präsidentenwahlen 1931 kandidierte, übertrug er die Amtsgeschäfte an Trucco. Nach dem deutlichen Wahlsieg Monteros nahm dieser auch die kommissarischen Amtsgeschäfte am 15. November wieder in die eigene Hand. Von 1932 bis 1938 war Trucco chilenischer Botschafter in den Vereinigten Staaten; dann zog er sich aus der Politik zurück.
Manuel Trucco trat 1946 wieder ins öffentliche Leben, als er unter Präsident Gabriel González Videla das Amt des Gouverneurs der chilenischen Zentralbank übernahm, das er bis 1951 innehatte.